# Kaltouma Nadjina
Kaltouma Nadjina (* 16. November 1976 in Bol) ist eine ehemalige tschadische Leichtathletin, die sich auf den Sprint spezialisiert hat. Sie war vor allem über 200 und 400 Meter erfolgreich und wurde über beide Distanzen 2002 Afrikameisterin.

## Sportliche Laufbahn
Erste Erfahrungen bei internationalen Meisterschaften sammelte Kaltouma Nadjina im Jahr 1993, als sie bei den Weltmeisterschaften in Stuttgart mit 26,15 s in der ersten Runde im 200-Meter-Lauf ausschied und auch über 400 Meter mit 59,76 s nicht über die Vorrunde hinauskam. Im Jahr darauf belegte sie bei den Juniorenafrikameisterschaften in Algier in 25,34 s den sechsten Platz über 200 Meter und anschließend schied sie bei den Juniorenweltmeisterschaften in Lissabon mit 24,99 s und 56,08 s jeweils in der ersten Runde über 200 und 400 Meter aus. 1995 startete sie über 200 Meter erneut bei den Weltmeisterschaften in Göteborg und kam dort mit 24,57 s erneut nicht über den Vorlauf hinaus. Im Jahr darauf nahm sie an den Olympischen Sommerspielen in Atlanta teil und schied auch dort mit 24,47 s in der Vorrunde aus. 1997 schied sie bei den Weltmeisterschaften in Athen mit 54,49 s in der Vorrunde im 400-Meter-Lauf aus und anschließend belegte sie bei den Spielen der Frankophonie in Antananarivo in 54,30 s den achten Platz. 1998 schied sie bei den Afrikameisterschaften in Dakar mit 24,04 s im Vorlauf über 200 Meter aus und im Jahr darauf schied sie bei den Hallenweltmeisterschaften in Maebashi mit 54,30 s im Vorlauf über 400 Meter aus. Anschließend schied sie bei den Weltmeisterschaften in Sevilla mit 52,47 s im Viertelfinale aus und belegte dann bei den Afrikaspielen in Johannesburg in 23,55 s den siebten Platz über 200 Meter und klassierte sich mit 52,47 s auf dem achten Platz im 400-Meter-Lauf. 2000 gewann sie bei den Afrikameisterschaften in Algier in 52,27 s die Bronzemedaille über 400 Meter hinter den Kamerunerinnen Claudine Komgang und Mireille Nguimgo. Zudem trat sie auch über 200 Meter an, ihre Platzierung ist allerdings unbekannt. Im September nahm sie erneut an den Olympischen Sommerspielen in Sydney teil und schied dort mit 23,81 s in der ersten Runde über 200 Meter aus und über 400 Meter gelangte sie bis ins Viertelfinale, in dem sie mit 52,60 s ausschied.
2001 belegte sie bei den Hallenweltmeisterschaften in Lissabon in 52,49 s den vierten Platz über 400 Meter und im Juli siegte sie in 23,07 s über 200 Meter bei den Spielen der Frankophonie in Ottawa und sicherte sich dort zudem in 51,03 s die Silbermedaille hinter der Senegalesin Amy Mbacké Thiam. Daraufhin klassierte sie sich bei den Weltmeisterschaften in Edmonton mit 50,80 s auf dem fünften Platz über 400 Meter und anschließend wurde sie bei den Goodwill Games in Brisbane in 52,16 s Achte. Im Jahr darauf siegte sie in 22,80 s über 200 Meter bei den Afrikameisterschaften in Radès und siegte in 51,09 s auch im 400-Meter-Lauf. Im September gelangte sie beim IAAF World Cup in Madrid mit 51,11 s auf den fünften Platz über 400 Meter und wurde mit der afrikanischen 4-mal-400-Meter-Staffel in 3:26,84 min Dritte. 2003 schied sie bei den Hallenweltmeisterschaften in Birmingham mit 53,50 s in der Vorrunde aus und im Jahr darauf gewann sie bei den Afrikameisterschaften in Brazzaville in 50,80 s die Silbermedaille über 400 Meter hinter der Senegalesin Fatou Bintou Fall und über 200 Meter sicherte sie sich in 23,29 s die Bronzemedaille und musste sich dort der Südafrikanerin Geraldine Pillay sowie Kadiatou Camara aus Mali geschlagen geben. Anschließend nahm sie über 400 Meter ein weiteres Mal an den Olympischen Sommerspielen in Athen teil und schied dort mit  51,57 s im Viertelfinale aus. 2005 siegte sie in 22,92 s erneut über 200 Meter bei den Spielen der Frankophonie in Niamey und verteidigte auch über 400 Meter mit 52,12 s ihren Titel. Zuvor schied sie bei den Weltmeisterschaften in Helsinki mit 52,07 s im Halbfinale aus. 2009 siegte sie in 23,09 s und 51,04 s erneut bei den Spielen der Frankophonie in Beirut. 2011 bestritt sie im kanadischen Calgary ihren letzten offiziellen Wettkampf und beendete daraufhin ihre aktive sportliche Karriere im Alter von 34 Jahren.

## Persönliche Bestzeiten
- 100 Meter: 11,54 s (+1,9 m/s), 24. Mai 2009 in Calgary (tschadischer Rekord)
  - 60 Meter (Halle): 7,50 s, 9. Februar 2002 in Edmonton (tschadischer Rekord)
- 200 Meter: 22,73 s (+0,9 m/s), 23. Juni 2002 in Edmonton (tschadischer Rekord)
  - 200 Meter (Halle): 23,68 s, 4. Februar 2010 in Saskatoon
- 300 Meter: 36,10 s, 19. August 2001 in Gateshead (afrikanische Bestleistung)
  - 300 Meter (Halle): 37,09 s, 29. Januar 2005 in Winnipeg
- 400 Meter: 50,38 s, 6. August 2001 in Edmonton (tschadischer Rekord)
  - 400 Meter (Halle): 51,92 s, 10. März 2001 in Lissabon (tschadischer Rekord)
- 800 Meter: 2:11,15 min, 15. April 2000 in Walnut (tschadischer Rekord)